# 喬治敦 (阿肯色州)
喬治敦（英語：Georgetown）是一個位於美國阿肯色州懷特縣的城鎮。

## 地理
喬治敦的座標為35°07′40″N 91°21′12″W / 35.12778°N 91.35333°W，而該地的平均海拔高度為62米（即203英尺）。

## 人口
根據2020年美國人口普查的數據，喬治敦的面積為0.75平方千米，皆為陸地。當地共有人口81人，而人口密度為每平方千米108人。